# Blažuj (Ilidža, BiH)
Blažuj je naselje u općini Ilidža, Federacija BiH, BiH.
Blažuj je danas sjedište istoimene mjesne zajednice.

## Zemljopis
Padine planine Igmana čine prirodni amfiteatar. Krajevi amfiteatra pružaju se od Krupca na istoku, preko Hrasnice do Blažuja i Raskršća na zapadu. Blažuj je najzapadnija točka Sarajevskog polja.

## Flora i fauna
Od Blažuja do obližnjih Hadžića su šume crne johe, hrasta lužnjaka i običnog graba. Prostiru se u nižim dijelovima gorja pored rječice Zujevine na prostoru od Blažuja do Hadžića.

## Povijest
Tragovi naselja iz rimskog doba. Izvori spominju Blažuj po prvi put 1492. godine. U srednjem vijeku Blažuj je bio važno trgovinsko mjesto. U njemu je bilo stjecište karavanske trgovine. U 13. stoljeću bila je na ovom prostoru velika koncentracija posjeda Bosanske biskupije. U Blažuju je bila crkva sv. Blaža, po kojem je mjesto ponijelo ime. Dominikanska bogomolja zabilježena je u 13. i 14. stoljeću. Od srušene velike crkve sv. Blaža građevni materijal navodno je upotrijebljen za gradnju Begove džamije.
Temeljem povelje izdane 1244. izvodi se zaključak da su katoličke crkve skoncentrirane na području Sarajevskog polja raspoređene po župama koje bi trebale činiti jedan današnji dekanat ili omanju biskupiju sa središtem na lokaciji Brdo u župi Vrhbosna („Burdo in svpa Vrhbozna“). Neki su to Brdo tražili kod Blažuja. Istina, Blažuj jest u župi Vrhbosni, ali ništa ne upućuje na njega. Iskapanjima u Blažuju iznađene su samo ruševine rimskih zgrada i nikakvih sredovječnih. Posjedi Bosanske biskupije bili su Brdo ("Burdo")u župi Vrhbosni, gdje je bila i prvostolna crkva. Drugi je bio Bulino, a ime se nije sačuvalo do danas. Vrlo je vjerojatno kod Blažuja. U vakfiji Gazi Isa-begove zadužbine u Sarajevu iz 1462. spominje se mlin i njive u zaseoku Bolni u Kasetićima kod Blažuja. Mahala Kasetići je ispod brda Varače (ogranak Igmana). Kraj njive Veliki vakuf ima "mramorova" (stećaka) skoro u zemlju utonulih (grobovi Kasetića!). Narod za njive Veliki i Mali Vakuf govori da su nekad bile svojina nekadanje crkve u Blažuju. Do 1894. godine poviše Velikog Vakufa bila je kamena ploča s lijepo uklesanim križem preko cijele površine. Ploča je bila s katoličkog crkvenog imanja. Uzidana je pri gradnji u pravoslavnu crkvu u Blažuju. S obzirom na to da je pravoslavno stanovništvo mahom doseljeničko iz Crne Gore, Starog Vlaha i Hercegovine, svjedok predaje mogao je mjesnu predaju mogao primiti samo od starosjedilačkog muslimanskog stanovništva.
Dolaskom osmanske vlasti, gradovi bosanskih vladara Gradac kod Hadžića (povijesno područje je nacionalni spomenik BiH) i Tuhelj kod Tarčina (vjerojatno današnja Smucka) gube na važnosti kao križanje puteva, a najvažnijim raskrižjem postaje Pazarić, koji je bio malo trgovište s nekoliko hanova. Pazarić poznat danas je onaj nastao poslije izgradnje željezničke prometnice Sarajevo - Metković. U vrijeme dok su u osmanskom Pazariću postojali hanovi, bili su i hanovi Japalaka u Tarčinu, jedan u Raštelici i oko naselja Breze u donjim Hadžićima. Blažuj je u to vrijeme bio jako trgovišno mjesto.
Zapisao ga je putopisac Benedikt Kuripešić 1530. godine. Zabilježio je da je u utorak, 13. rujna idući iz Rakovice, stigao u selo Blažuj (Blaschoua) "koje je prije nekoliko godina bila velika varoš, ali sada ima jedva 10 ili 12 kuća."

## Kultura
U Blažuju se nalazi pravoslavna crkva sv. Save. Crkva je zajedno s pripadajućim grobljem proglašena nacionalnim spomenikom Bosne i Hercegovine, na popisu za grad Sarajevo.
Hrvatski slikar Vladimir Becić nakon doseljenja u Blažuj 1919. dao si je ovdje izgraditi atelijer. U Blažuju je ostao do 1923. godine.

## Promet
Regionalna cesta R954 Blažuj – Plandište – Ilidža – Hrasnička cesta – Put Famosa – GE, nekad cesta M17 i lokalna cesta.
U Blažuju je željeznička postaja pruge Sarajevo – Ploče.

## Gospodarstvo
U Blažuju se nalazi drvna industrija čiji je predstavnik tvornica Bosanka. U Blažuju su radili pogoni Coca Cole.
Kod Blažuja su nađene mineralne vode. Zabilježena su četiri pojave kiseljaka gdje je moguće zahvatiti 10-15 l/s mineralne vode odlične kakvoće. Danas se eksploatira 1-3 l/s mineralne vode. Termomineralne sumporne vode na području Ilidže dugoročna su osnova razvitka topličkog turizma. Termomineralne vode Blažuja se flaširaju, dok se termalne vode iz susjednih Butmira, Sokolovića na Mostarskom raskršću i Rakovici koriste za flaširanje, vodoopskrbu, navodnjavanje i rekreaciju.
U Blažuju se nalazi terminal naftnih derivata kojim upravlja Operator - Terminali Federacije“ d.o.o. Sarajevo, osnovano Odlukom Vlade Federacije BiH 2003., u čijem je 100%-tnom vlasništvu. Ovaj je kontinentalni terminal nekad bio u vlasništvu Energopetrola, a odlukama Vlade FBiH dodijeljeno je Terminalima Federacije i izuzeto iz procesa dokapitalizacije od strane INA/MOL d.d.
U Blažuju kod Sarajeva postoje plantaže jagoda i malina, sjeverno od magistralnog puta M-17 Sarajevo-Mostar. Planira se i sadnja 3000 sadnica lješnjaka.

## Prosvjeta
U Blažuju djeluje Sedma osnovna škola na području općine Ilidže.

## Zdravstvena zaštita
Od 13. ožujka 2013. u Blažuju djeluje nova ambulanta obiteljske medicine čiju je izgradnju financirala Svjetska banka i Vlada FBiH.

## Poznate osobe
Adi Lukovac, jedan od pionira elektronske glazbe u BiH i kreativnih simbola suvremene bh. glazbene pozornice, poginuo je u teškoj prometnoj nesreći 18. lipnja 2006. u Blažuju.
Hrvatski slikar Vladimir Becić živio je i radio u Blažuju od 1919. do 1923. godine.